# Mukono

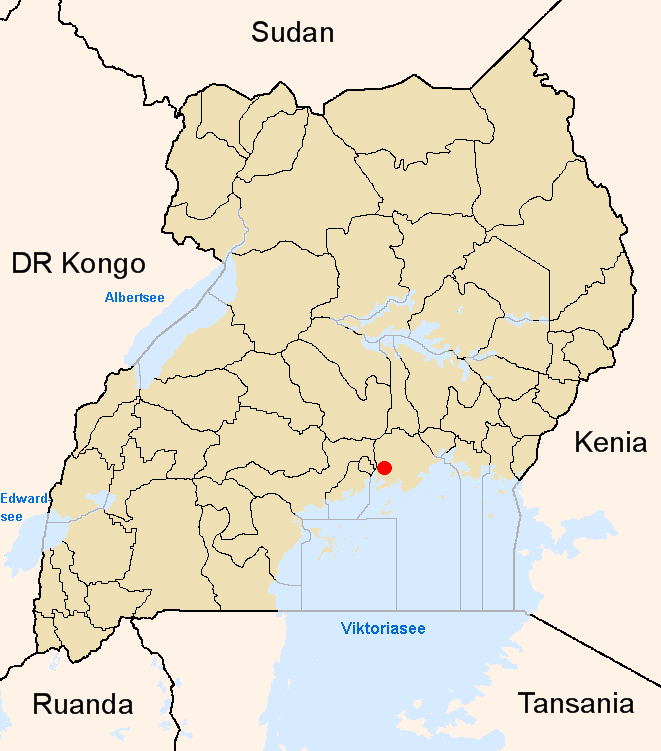
Localização de Mukono no mapa de Uganda

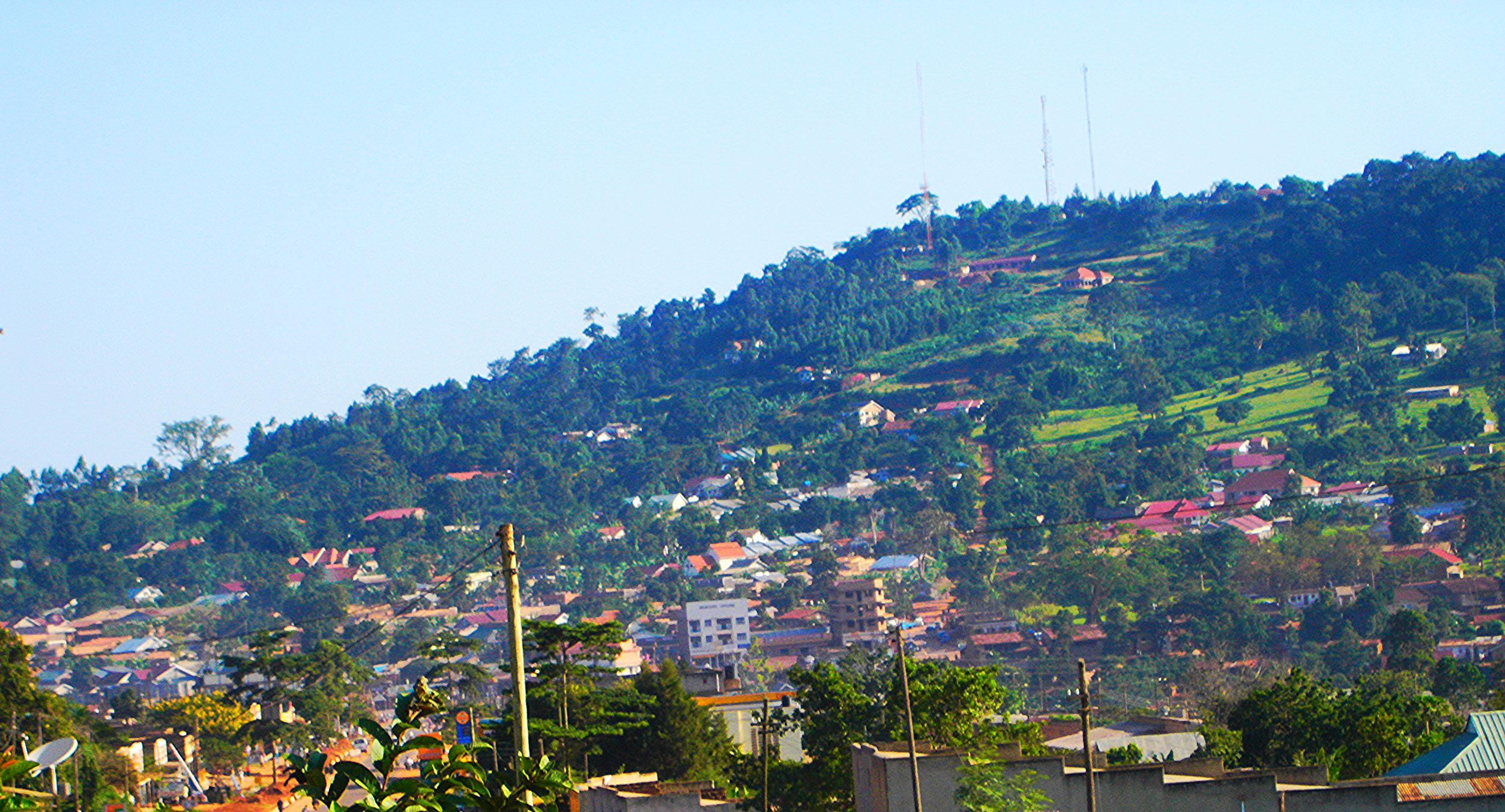
Vista de Mukono

Mukono (ou Mukono Town) é uma cidade do distrito de Mukono, na Região Central de Uganda. É cidade gêmea de Guilford, na Inglaterra.

## Localização
Mukono faz limite com Kalagi ao norte, com Kira a oeste, com o lago Victoria ao sul, e com Lugazi a leste. A cidade tem área aproximada de 31,4 quilômetros quadrados. As coordenada de Mukono são 0° 21′ 36″ N, 32° 45′ 0″ E (Latitude:0.3600; Longitude:32.7500).

## População
Mukono é uma das áreas urbanas de Uganda com maior crescimento. O censo nacional de 2002 estimou a população da cidade em 46.506 habitantes. Em 2010, o Uganda Bureau of Statistics (UBOS), estimou a população em aproximadamente 57.400 pessoas. Em 2011, o UBOS estimou a população de Mukono em 59.000. Em agosto de 2014, o censo populacional nacional determinou a população em 161.996 habitantes.

## Pontos de interesse
- Mercado Central de Mukono
- Universidade Cristã de Uganda (Uganda Christian University - UCU), universidade privada afiliada à Igreja Anglicana[5]